# Vihtasaari (ö i Norra Karelen, Pielisen Karjala, lat 63,31, long 29,72)
Vihtasaari är en ö i Finland. Den ligger i sjön Pielisjärvi och i kommunen Lieksa i den ekonomiska regionen  Pielinen-Karelen  och landskapet Norra Karelen, i den östra delen av landet, 400 km nordost om huvudstaden Helsingfors. Öns area är 1,5 hektar och dess största längd är 180 meter i sydöst-nordvästlig riktning.